# ثيو فازيل
ثيو فازيل (بالإنجليزية: Theo Vassell)‏ هو لاعب كرة قدم بريطاني في مركز الدفاع، ولد في 2 يناير 1997 في ستوك أون ترينت في المملكة المتحدة. لعب مع نادي تشورلي.